# Incamachay (Bolivia)
Incamachay, a veces escrito Inka Machay, es un sitio de arte rupestre de Bolivia, ubicado en el municipio de Sucre en la provincia de Oropeza del departamento de Chuquisaca. El sitio se encuentra en una quebrada perteneciente a la serranía de Chataquila cerca a la comunidad Tumpeca del Distrito Municipal N.º 8 de la ciudad de Sucre. El ingreso se da por la carretera que va de Sucre a Ravelo, 32 km en movilidad, posteriormente hay que caminar unos 7 km por un sendero. El sitio se caracteriza por sus pinturas rupestres, las cuales la gran mayoría han pintadas en blanco o rojo o en ambos colores. Presentan antropomorfos estilizados, formas geométricas y algunos zoomorfos. Una "cúpula" o tacita en el suelo del alero parece indicar que en este lugar se colocaron ofrendas en ceremonias.
El arte rupestre de Incamachay se halla en un alero natural, una especie de refugio con techo, ubicado a una altitud de 3.510 m s. n. m., con una longitud de 42 m, un ancho de 19 m y la altura del techo es de 5,70 m.

## Historia
Uno de los primeros investigadores de Incamachay fue el austriaco Leo Pucher quien visitó el sitio en los años 1940. A fines de los años 1950, el arqueólogo alemán Heinz Walter estudió estas pinturas y publicó un breve relato sobre su visita en un libro de divulgación popular. Los investigadores no han podido aclarar aún la antigüedad de estas pinturas y su significado. Lo que se ha consensuado es que pertenecen a un período prehispánico cuya cronología es un incógnito.
Debido a la importancia de sus pinturas rupestres, Incamachay fue declarado Monumento Nacional por Decreto Supremo 4954 del 26 de mayo de 1958. A fines del año 2002, la Alcaldía de Sucre construyó un muro delante del sitio para controlar el ingreso de visitantes y una casa para el guarda ruinas. En mayo de 2004 se inició una nueva fase del proyecto del parque arqueológico, gracias a un convenio de la Alcaldía con la Sociedad de Investigación del Arte Rupestre de Bolivia (SIARB). Se realizó una capacitación para el guarda ruinas y otros comunarios de Tumpeca, Chaunaca y otras comunidades.